# 부수앙가섬
부수앙가는 필리핀의 팔라완주에 있는 칼라미안 제도에서 가장 큰 섬이다. 부수앙가섬은 팔라완섬 자체 다음으로 주에서 두 번째로 큰 섬이다. 이 섬은 민도로섬과 팔라완섬 중간에 위치하며 서쪽에는 남중국해가, 남동쪽에는 술루해가 있다. 섬의 남쪽에는 칼라미안 제도의 다른 두 주요 섬인 쿨리온섬과 코론섬이 있다. 섬의 서쪽 3분의 1은 부수앙가 자치체에 속하고 동쪽 3분의 2는 코론 자치체에 속한다.
부수앙가섬은 1944년 9월 24일 코론 중심가 근처의 천연 정박지인 코론 만에서 미 해군 폭격으로 침몰한 제2차 세계 대전 일본 선박 잔해 때문에 레크리에이션 다이빙 장소로 알려져 있다.

## 지질학
North Palawan Block의 일부인 부수앙가섬은 주로 페름기부터 쥐라기 후기의 각암인 리미낭콩 층으로 구성되어 있다. 이 각암은 특징적인 산맥을 형성하며, 중-후기 쥐라기 기인로 층의 쇄설물은 부수앙가의 계곡을 형성한다. 부수앙가는 각암 층 내에서 발견되는 판상 망가니즈 광상으로 유명했으며, 두께는 1 미터 (3 ft 3 in)이고 측면으로 최대 200 미터 (660 ft)까지 확장된다. 브라우나이트는 광석에서 발견되는 일반적인 망가니즈 광물 유형이다.

### 지질 갤러리

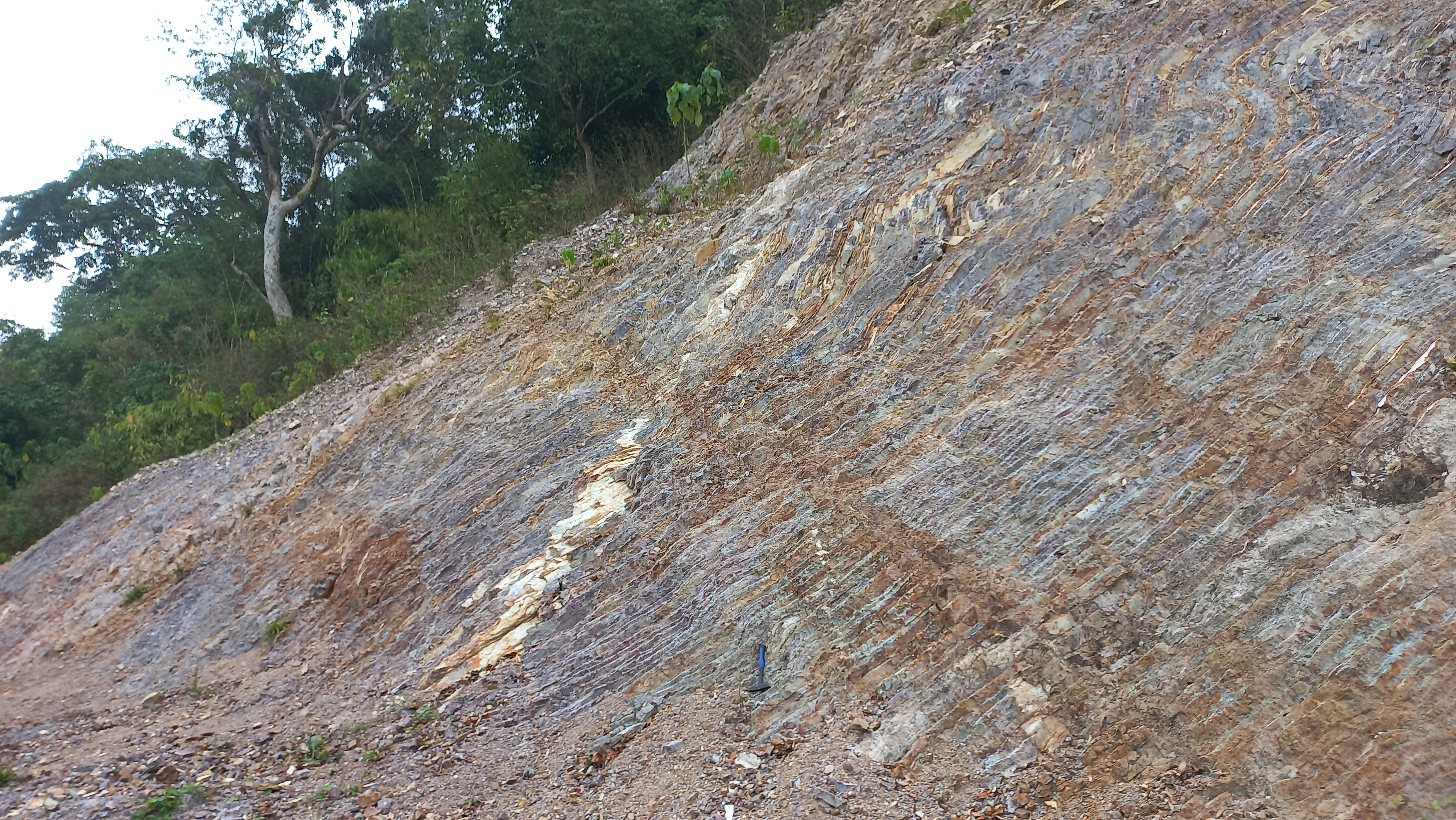
마리나 델 솔 요트 클럽 근처의 코론-부수앙가 도로를 따라 변형된 리미낭콩 각암 층의 노두
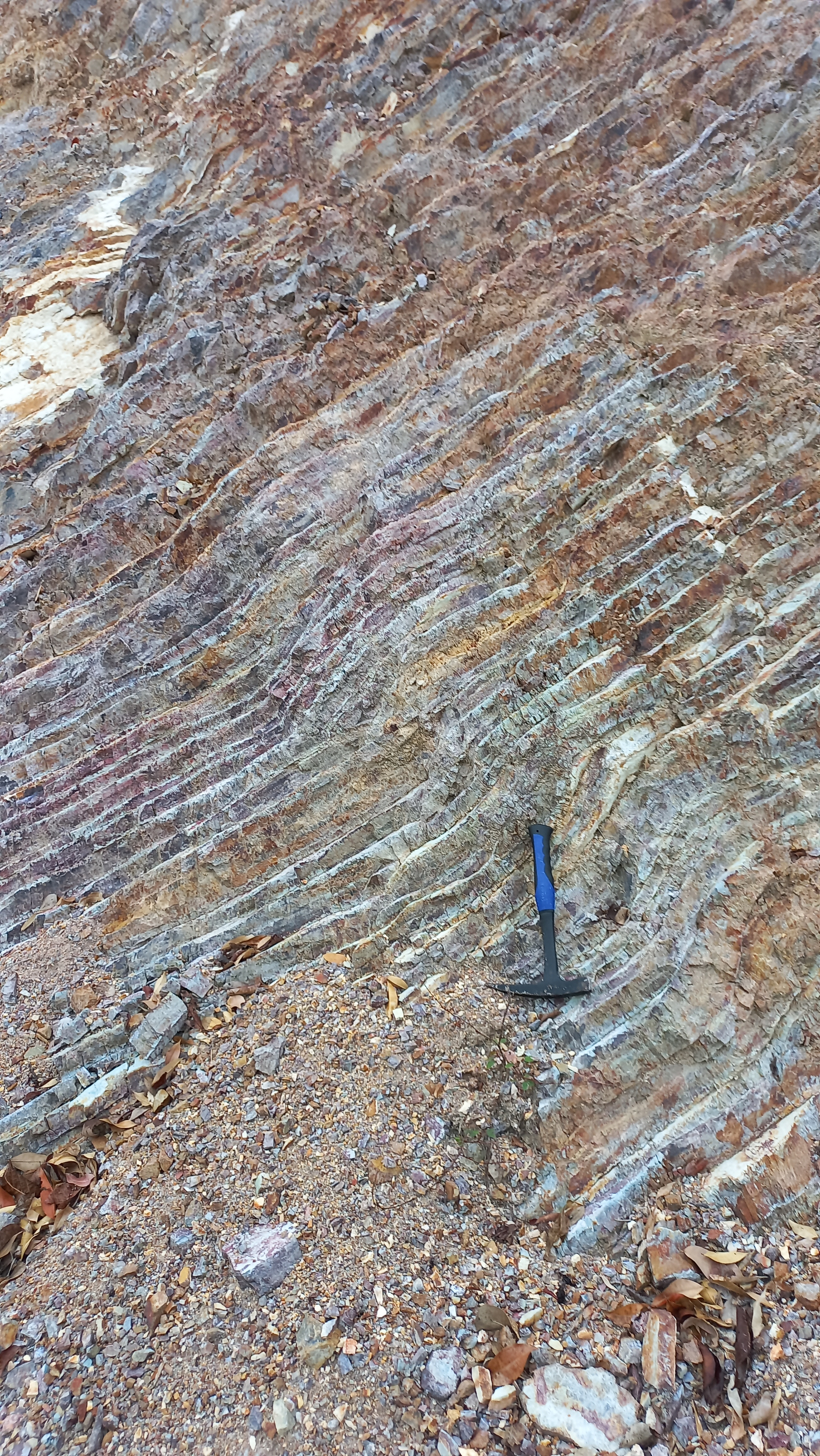
부수앙가의 리미낭콩 각암 층의 접힌 층들의 근접 촬영
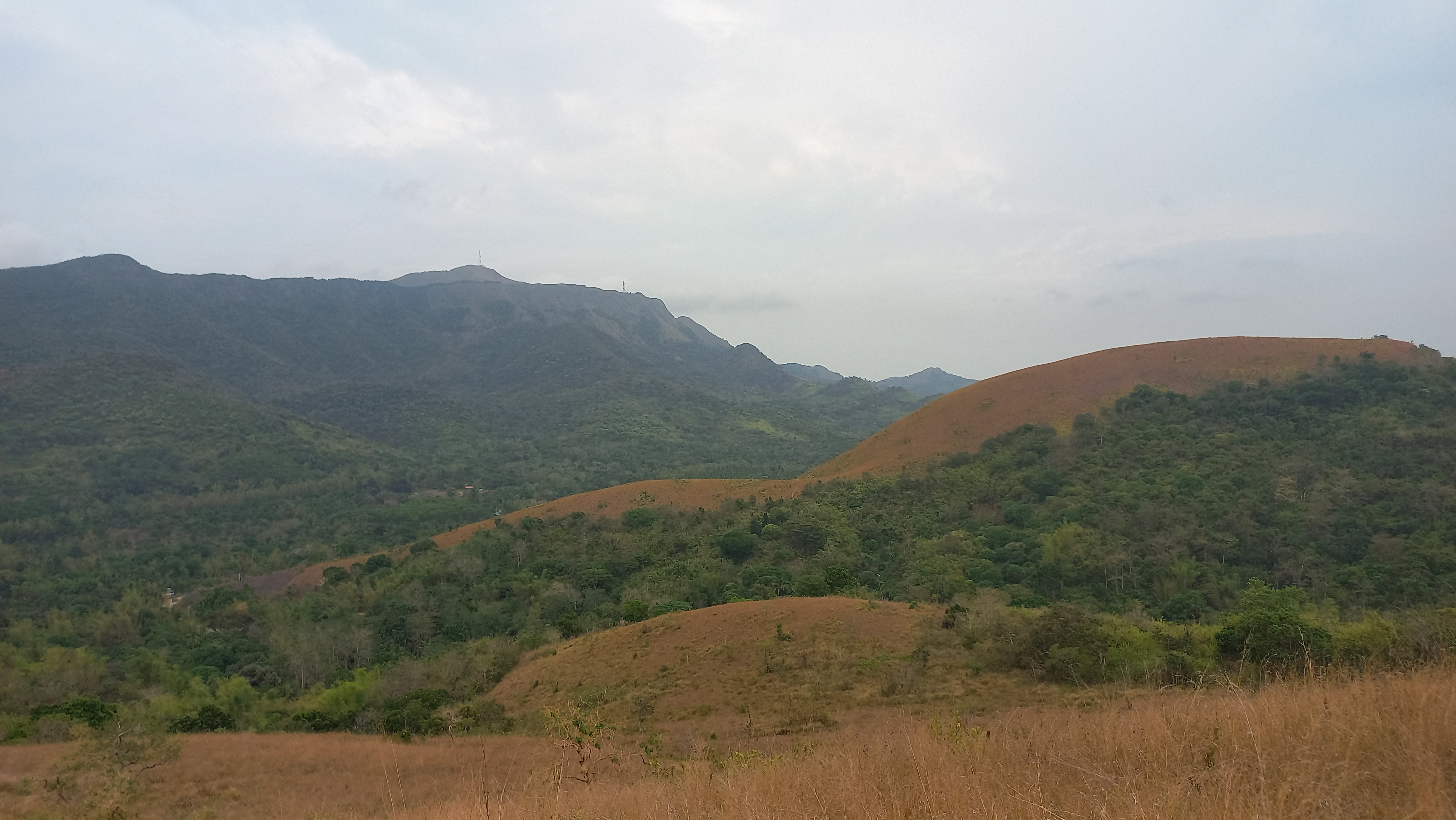
코론 타운의 타피아스산에서 바라본 부수앙가섬에서 가장 높은 산인 달라라산
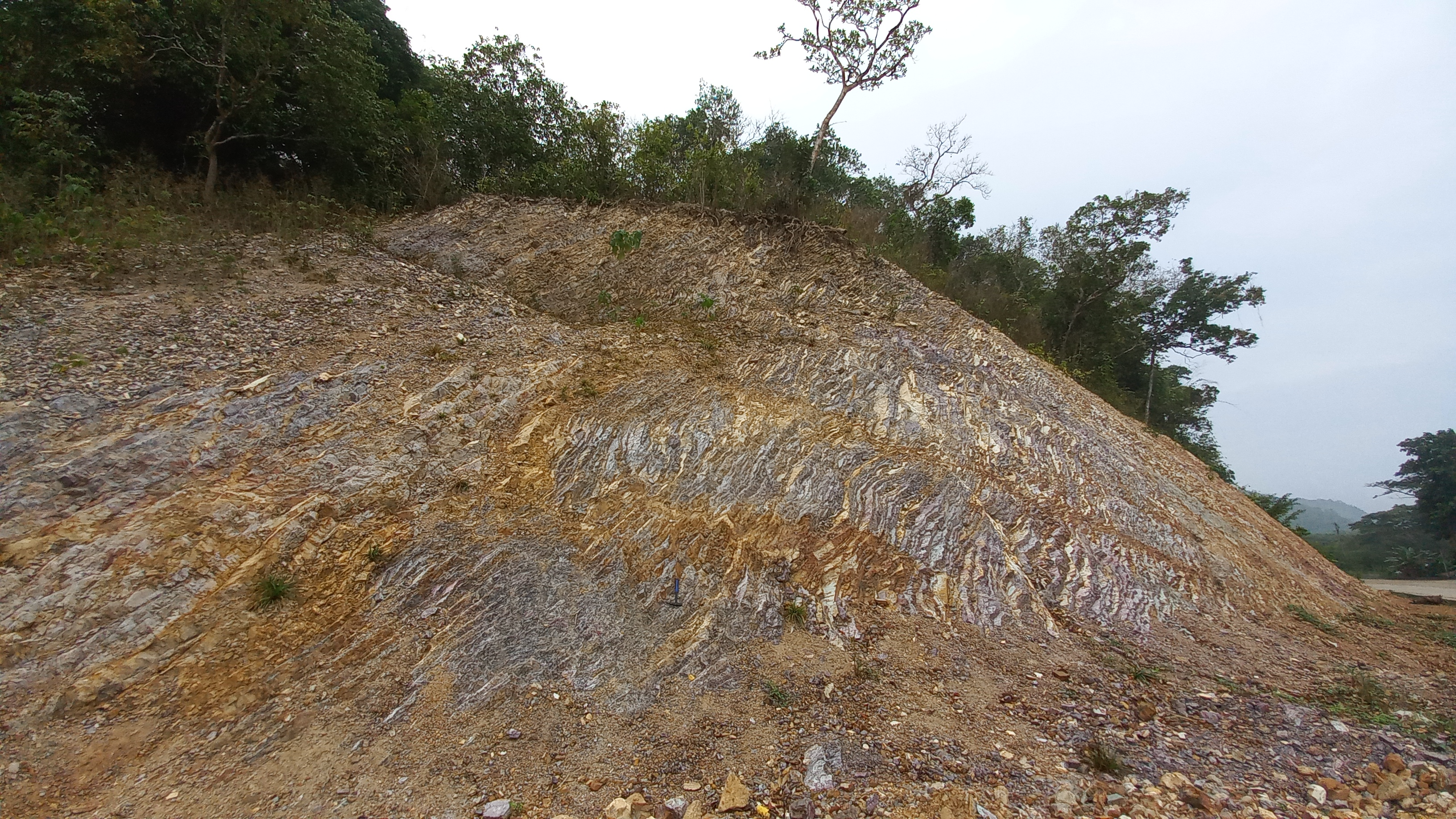
코론 과달루페에 있는 심하게 변형된 리미낭콩 각암의 또 다른 노두